# Glutamină
Format:Cs1 config
Glutamina (simbol Gln sau Q) este un α-aminoacid care este utilizat în biosinteza proteinelor. Catena laterală este similară cu ce a acidului glutamic, cu excepția faptului că gruparea acidului carboxilic este înlocuită cu o amidă. Este clasificat ca un aminoacid polar neutru la sarcină. Este neesențial și esențial condiționat la oameni, ceea ce înseamnă că organismul poate sintetiza de obicei cantități suficiente din ea, dar în unele cazuri de stres, cererea organismului de glutamină crește, iar glutamina trebuie obținută din dietă. Este codificat de codonii CAA și CAG. Este numit după acidul glutamic, care la rândul său este numit după descoperirea sa în proteinele din cereale, gluten. 
În sângele uman, glutamina este cel mai abundent aminoacid liber. 
Sursele alimentare de glutamină includ în special alimente bogate în proteine precum carnea de vită, pui, pește, produse lactate, ouă, legume precum fasole, sfeclă, varză, spanac, morcovi, pătrunjel, sucuri de legume și, de asemenea, în grâu, papaya, varză de Bruxelles, țelina, kale și alimente fermentate precum miso .
Suplimentarea cu glutamină a devenit sinonimă cu hipertrofia musculară, reducerea degradării musculare și creșterea sintezei de proteine musculare. De asemenea, este legată de funcții mai puțin evidente, cum ar fi sensibilitatea la insulină, tamponarea acidului lactic, creșterea activității antioxidante, creșterea stocării de glicogen, un mediator cheie în ciclul acidului citric (unde ATP este utilizat pentru energie) și îmbunătățirea integrității peretelui celular.
Suplimentarea cu glutamină poate aduce beneficii organismului atunci când acesta are o deficiență în acest aminoacid (vegani, vegetarieni cu aport redus de produse lactate), totuși, poate fi epuizată și în perioade prelungite de exerciții de rezistență.
Simbolul cu o literă Q pentru glutamină a fost atribuit în ordine alfabetică lui N pentru asparagină, fiind mai mare cu doar o grupă de metilen –CH2–. Rețineți că P a fost folosit pentru prolină, iar O a fost evitat datorită asemănării cu D. A fost propusă și lutamina mnemonică Q.

## Funcții
Glutamina joacă un rol într-o varietate de funcții biochimice:
- Sinteza proteinelor, ca oricare dintre cei 20 de aminoacizi proteinogeni;
- Sinteza lipidelor, în special de către celulele canceroase;
- Reglarea echilibrului acido-bazic în rinichi prin producerea de amoniu;
- Energia celulară, ca sursă, alături de glucoză;
- Donarea de azot pentru multe procese anabolice, inclusiv sinteza purinelor;
- Donarea de carbon, ca sursă, reumple ciclul acidului citric;
- Transportator netoxic al amoniacului în circulația sanguină;
- Integritatea mucoasei intestinale sănătoase, deși mici studii aleatorii nu au arătat niciun beneficiu în boala Crohn.

### Roluri în metabolism
Glutamina menține echilibrul reacției de oxido-reducere (denumită și redox) participând la sinteza glutationului și contribuind la procesele anabolice precum sinteza lipidelor prin carboxilare reductivă. 
Glutamina oferă o sursă de carbon și azot pentru utilizare în alte procese metabolice. Glutamina este prezentă în ser în concentrații mai mari decât alți aminoacizi și este esențială pentru multe funcții celulare. Exemplele includ sinteza nucleotidelor și a aminoacizilor neesențiali. Una dintre cele mai importante funcții ale glutaminei este capacitatea sa de a fi transformată în α-KG, care ajută la menținerea fluxului ciclului acidului tricarboxilic, generând ATP prin purtătorii de electroni NADH și FADH 2.  Cel mai mare consum de glutamină are loc în celulele intestinelor, celulele rinichilor (unde este folosită pentru echilibrul acido-bazic), celulele imunitare activate și multe celule canceroase .   

## Producere
Glutamina este produsă industrial folosind mutanți ai Brevibacterium flavum, care dau cca. 40 g/L în 2 zile folosind glucoză ca sursă de carbon. 

### Biosinteza
Sinteza glutaminei din glutamat și amoniac este catalizată de enzima glutamin sintetaza . Majoritatea producției de glutamină are loc în țesutul muscular, reprezentând aproximativ 90% din toată glutamina sintetizată. De asemenea, glutamina este eliberată, în cantități mici, de plămâni și creier. Deși ficatul este capabil de sinteza glutaminei, rolul său în metabolismul glutaminei este mai mult reglator decât productiv, deoarece ficatul preia glutamina derivată din intestin prin intermediul venei portale hepatice. 

## Utilizări

### Nutriție
Glutamina este cel mai abundent aminoacid neesențial natural din corpul uman și unul dintre puținii aminoacizi care pot trece direct bariera sângele-creier. Oamenii obțin glutamină prin catabolismul proteinelor din alimentele pe care le mănâncă. În stările în care țesutul este construit sau reparat, cum ar fi creșterea bebelușilor, sau vindecarea de la răni sau boli grave, glutamina devine condiționat esențială. 

### Siclemie
În 2017, Administrația SUA pentru Alimente și Medicamente (FDA) a aprobat pulberea orală de L-glutamină, comercializată sub numele de Endari, pentru a reduce complicațiile severe ale siclemiei la persoanele cu vârsta de peste cinci ani. 
Siguranța și eficacitatea pulberii orale de L-glutamină au fost studiate într-un studiu aleator pe subiecți cu vârste cuprinse între 5 și 58 de ani având siclemie, care aveau două sau mai multe crize dureroase în ultimele 12 luni anterioare înscrierii în studiu. Subiecții au fost repartizați aleatoriu la tratament cu pulbere orală de L-glutamina sau placebo, iar efectul tratamentului a fost evaluat pe parcursul a 48 de săptămâni. Subiecții care au fost tratați cu pulbere orală de L-glutamină au făcut mai puține vizite la spital pentru tratament cu un narcotic administrat ambulator sau ketorolac (crize siclemică), în medie, în comparație cu subiecții care au primit un placebo (în medie 3 față de 4), mai puține internări pentru durere cu celule falciforme (în medie 2 față de 3) și mai puține zile în spital (în medie 6,5 zile față 11). Subiecții care au primit pulbere orală de L-glutamină au avut, de asemenea, mai puține apariții ale sindromului toracic acut (o complicație letală a scilemiei) în comparație cu pacienții care au primit un placebo (8,6% față de 23,1%). 
Efectele secundare frecvente ale Endari includ constipație, greață, dureri de cap, dureri abdominale, tuse, dureri la extremități, dureri de spate și dureri în piept. 
Pulberea orală de L-glutamina a primit denumirea de medicament orfan.  FDA a acordat aprobarea Endari Emmaus Medical Inc. 

### Alimente medicale
Glutamina este comercializată ca aliment medical și este prescrisă atunci când un specialist consideră că o persoană aflată îngrijirea lor are nevoie de glutamină suplimentară din cauza cerințelor metabolice dincolo de ceea ce poate fi obținut prin sinteza endogenă sau dietă. 

## Siguranță
Glutamina este sigură la adulți și la nou-născuții prematuri. Deși glutamina este metabolizată în glutamat și amoniac, ambele având efecte neurologice, concentrațiile lor nu sunt mult crescute și nu au fost detectate efecte neurologice adverse. Nivelul de siguranță observat pentru L -glutamina suplimentară la adulții sănătoși este de 14 g/zi. 
Efectele adverse ale glutaminei au fost descrise pentru persoanele care primesc nutriție parenterală la domiciliu și pentru cei cu anomalii ale funcției hepatice. Deși glutamina nu are niciun efect asupra proliferării celulelor tumorale, este totuși posibil ca suplimentarea cu glutamină să fie dăunătoare în unele tipuri de cancer. 
Întreruperea suplimentării cu glutamină la persoanele adaptate la un consum foarte mare poate iniția un efect de sevraj, crescând riscul unor probleme de sănătate precum infecții sau afectarea integrității intestinului. 

## Structura
Glutamina poate exista în oricare dintre cele două forme enantiomerice, L -glutamină și D -glutamina. Forma L se găsește în natură. Glutamina conține o grupare α-amino care se află în formă protonată -NH3+ în condiții biologice și o grupare de acid carboxilic care este în formă deprotonată -COO -, cunoscută sub numele de carboxilat, în condiții fiziologice.

Glutamina zwitterionice se formează la pH neutru: L-glutamină (stânga) și D-glutamina

## Cercetare

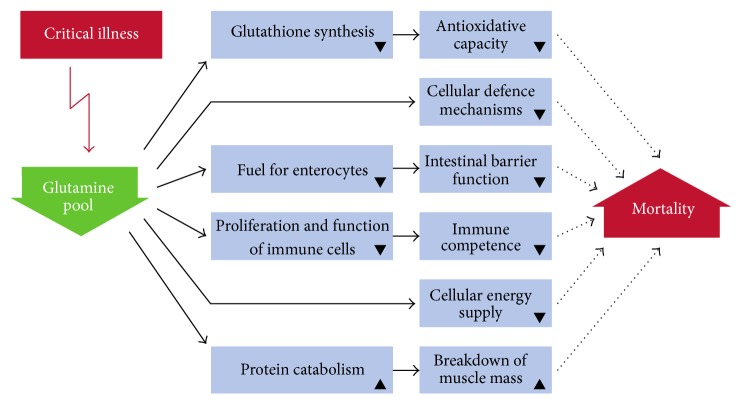
Consecințele epuizării glutaminei la persoanele în stare critică

Apa de gură cu glutamină poate fi utilă pentru a preveni mucozitele orale la persoanele supuse chimioterapiei, dar glutamina intravenoasă nu pare utilă pentru a preveni mucozitele la nivelul tractului gastro-intestinal. 
S-a considerat că suplimentarea cu glutamină are potențialul de a reduce complicațiile la persoanele care sunt grav bolnave sau care au suferit o intervenție chirurgicală abdominală, dar aceasta s-a bazat pe studii clinice de proastă calitate. Suplimentarea nu pare a fi utilă la adulți sau copii cu boala Crohn sau boală inflamatorie intestinală, dar studiile clinice din 2016 au fost insuficiente.  Suplimentarea nu pare să aibă efect la sugarii cu probleme semnificative ale stomacului sau intestinelor. 
Unii sportivi folosesc L -glutamina ca supliment. Studiile susțin efectele pozitive ale administrării orale a suplimentului asupra leziunilor și inflamației induse de exercițiile aerobe intense și exhaustive, dar efectele asupra recuperării musculare în urma antrenamentului cu greutăți sunt neclare. 
Condițiile de stres pentru plante (secetă, leziuni, salinitatea solului) determină sinteza unor enzime vegetale precum superoxid dismutaza, L-ascorbat oxidază și ADN polimeraza Delta 1.  Limitarea acestui proces, inițiat de condițiile de salinitate puternică a solului se poate realiza prin administrarea de glutamină exogenă la plante. Scăderea nivelului de expresie a genelor responsabile de sinteza superoxid dismutază crește odată cu creșterea concentrației de glutamină. 
1. 1 2 3  „Glutamină”, L-glutamine (în engleză), PubChem, accesat în 19 octombrie 2016